# 池上女王
池上女王（いけのえじょおう/いけのえのおおきみ、生没年不詳）は、奈良時代の日本の皇族。系譜は不詳。位階は従三位・勳二等。

## 生涯
聖武朝末期の天平19年（747年）正月、久勢女王らとともに無位から従五位下に叙爵される。
その後、しばらく昇進していないが、天平宝字4年（760年）正月、高野天皇（孝謙上皇）と淳仁天皇が太師である恵美押勝の田村第に行幸した折に、藤原恵美氏の家司である巨勢広足や、押勝の室である藤原袁比良、女官の飯高笠目らとともに昇叙され、行幸に従った陪従の五位以上のものとして、銭を与えられている、同年の東大寺写経所雑文案には、「阿弥陀浄土一鋪、六幅者、右依池上王今月廿三日宣奉請内裏」と見えている。以後の昇進ははやく、天平宝字5年（761年）正月、同7年（763年）9月と昇叙を続けている。
藤原仲麻呂の乱の際には、孝謙上皇側に与したらしく、天平宝字8年（764年）9月、和気王・山村王・藤原百能とともに従三位に昇叙され、天平神護元年（765年）正月には、女官としては最高の勲二等を授けられている。

## 官歴
『続日本紀』による
- 天平19年（747年）正月20日：従五位下
- 時期不詳：従五位上
- 天平宝字4年（760年）正月5日：正五位上
- 天平宝字5年（761年）正月2日：従四位下
- 天平宝字7年（763年）正月1日：正四位下
- 天平宝字8年（764年）9月13日：従三位
- 天平神護元年（765年）正月7日：勳二等